# Magyar ralibajnokok listája

## Magyar ralibajnokok listája (I. Osztály)

### Abszolút kategória
| Év   | Bajnok páros                             | Csapat                           | Autó                      |
| ---- | ---------------------------------------- | -------------------------------- | ------------------------- |
| 1974 | Balatoni Mihály - Sándor István          | Volán SC                         | Skoda                     |
| 1976 | Ferjáncz Attila - Iriczfalvy Ferenc      | Volán SC                         | Renault 17 Gordini        |
| 1977 | Ferjáncz Attila - dr. Tandari János      | Volán SC                         |                           |
| 1978 | Ferjáncz Attila - dr. Tandari János      | Volán SC                         | Renault 5 Alpine          |
| 1979 | Ferjáncz Attila - dr. Tandari János      | Volán SC                         | Renault 5 Alpine          |
| 1980 | Ferjáncz Attila - dr. Tandari János      | Volán SC                         | Renault 5 Alpine          |
| 1981 | Ferjáncz Attila - dr. Tandari János      | Volán SC                         | Renault 5 Alpine          |
| 1982 | Ferjáncz Attila - dr. Tandari János      | Volán SC                         |                           |
| 1983 | Hideg János - Kecskeméti Zoltán          | Kaposvári KSE                    | LADA                      |
| 1984 | Hideg János - Bán Attila                 | Volán-Surján SE                  | LADA                      |
| 1985 | Ferjáncz Attila - dr. Tandari János      | Váci AJ                          |                           |
| 1986 | Németh László - Jójárt András            | Váci AJ                          |                           |
| 1987 | Ranga László - Dudás Mihály              | Pannon Volán SC                  | Lada VFTS                 |
| 1988 | Ranga László - Dudás Mihály              | Novotrade-Navigátor              | Audi Quattro              |
| 1989 | Selmeczi György - Jutassy József         | Novotrade-Navigátor              | Audi Quattro              |
| 1990 | Ferjáncz Attila - dr. Tandari János      | Novotrade-Navigátor              | Lancia Delta              |
| 1991 | Ranga László - Büki Ernő                 | MHB Rallye Team                  | Lancia Delta Integrale    |
| 1992 | Ranga László - Büki Ernő                 | MHB Rallye Team                  | Lancia Delta Integrale    |
| 1993 | Ranga László - Büki Ernő                 | Marlboro Rallye Team             | Lancia Delta Integrale    |
| 1994 | Ranga László - Büki Ernő                 | Marlboro Rallye Team             | Lancia Delta Integrale    |
| 1995 | ifj. Tóth János - Gergely Ferenc         | Aral Colonia Rallye Team         | Toyota Celica             |
| 1996 | ifj. Tóth János - Gergely Ferenc         | Aral Colonia Rallye Team         | Toyota Celica             |
| 1997 | ifj. Tóth János - Gergely Ferenc         | Aral Colonia Rallye Team         | Toyota Celica             |
| 1998 | Kiss Ferenc - Büki Ernő                  | Mol Rally Team                   | Subaru Impreza WRC        |
| 1999 | Kiss Ferenc - Büki Ernő                  | Mol Rally Team                   | Subaru Impreza WRC        |
| 2000 | ifj. Tóth János - Tóth Imre              | Symphonia Rally Team             | Peugeot 206 WRC           |
| 2001 | ifj. Tóth János - Tóth Imre              | Symphonia Rally Team             | Peugeot 206 WRC           |
| 2002 | ifj. Tóth János - Tóth Imre              | Bomba! Rally Team                | Peugeot 206 WRC           |
| 2003 | Benik Balázs - Somogyi Pál               | OMV Benik Rally Team             | Ford Focus WRC            |
| 2004 | Turi Tamás - Kerék István                | Turi Rally Team                  | Skoda Octavia WRC         |
| 2005 | ifj. Tóth János - Bahor Bea              | Peugeot-Total-Pirelli Rally Team | Peugeot 206 WRC           |
| 2006 | Benik Balázs - Varga István              | OMV Benik Rally Team             | Ford Focus WRC            |
| 2007 | Benik Balázs - Varga István              | OMV Benik Rally Team             | Ford Focus WRC            |
| 2008 | Spitzmüller Csaba - Kazár Miklós         | HELL Racing Team                 | Mitsubishi Lancer WRC     |
| 2009 | Hadik András - Juhász István             | Hadik Autósport Egyesület        | Subaru Impreza N12        |
| 2010 | Aschenbrenner György - Pikó Zsuzsa       | Asi Rallye Club                  | Mitsubishi Lancer Evo IX. |
| 2011 | Aschenbrenner György - Pikó Zsuzsa       | Asi Rallye Club                  | Mitsubishi Lancer Evo IX. |
| 2012 | Kazár Miklós - Ferencz Ramón             | Maximmun Racing Team             | Mitsubishi Lancer Evo9    |
| 2013 | Kazár Miklós - Szőke Tamás               | Maximmun Racing Team             | Citroen Xsara WRC         |
| 2014 | Kazár Miklós - Szőke Tamás/Ferencz Ramón | Maximmun Racing Team             | Ford Fiesta R5/RRC        |
| 2015 | Herczig Norbert - Igor Bacigál           | Herczig Autósport Kft - Skoda    | Skoda Fabia S2000/R5      |
| 2016 | Herczig Norbert - Igor Bacigál           | Herczig Autósport Kft.           | Skoda Fabia R5            |
| 2017 | Herczig Norbert - Igor Bacigál           | Herczig Rallye Sport Kft.        | Skoda Fabia R5            |
| 2018 | Hadik András - Igor Bacigál/Deák Attila  | Hadik Rallye Team                | Ford Fiesta R5            |
| 2019 | Vincze Ferenc - Igor Bacigál             | Korda Racing Kft.                | Skoda Fabia R5            |
| 2020 | Hadik András - Kertész Krisztián         | DVTK SE                          | Ford Fiesta R5 MKII       |
| 2021 | Hadik András - Kertész Krisztián         | DVTK SE                          | Ford Fiesta R5 MKII       |
| 2022 | Mads Ostberg - Johansson Johan           | Citroën Rally Team Hungary       | Citroën C3                |
| 2023 | Vincze Ferenc - Percze Nándor            |                                  | Skoda Fabia R5            |
| 2024 | Velenczei Ádám - Vánsza Zsolt            | Tenkes Rallye Team SE            | Skoda Fabia R5            |

### A Csoport
2001-ig a WRC-ket is ebbe a csoportba számították, 2002 óta viszont nélkülük értékelik.
| Év   | Bajnok páros                       | Csapat                   | Autó                                             |
| ---- | ---------------------------------- | ------------------------ | ------------------------------------------------ |
| 1994 | Ranga László, Büki Ernő            | Marlboro Rallye Team     | Lancia Delta Integrale                           |
| 1995 | ifj. Tóth János, Gergely Ferenc    | Aral Colonia Rallye Team | Toyota Celica                                    |
| 1996 | ifj. Tóth János, Gergely Ferenc    | Aral Colonia Rallye Team | Toyota Celica                                    |
| 1997 | ifj. Tóth János, Gergely Ferenc    | Aral Colonia Rallye Team | Toyota Celica                                    |
| 1998 | Kiss Ferenc, Büki Ernő             | Mol Rally Team           | Subaru Impreza WRC                               |
| 1999 | Kiss Ferenc, Büki Ernő             | Mol Rally Team           | Subaru Impreza WRC                               |
| 2000 | ifj. Tóth János, Tóth Imre         | Symphonia Rally Team     | Peugeot 206 WRC                                  |
| 2001 | ifj. Tóth János-Tóth Imre          | Symphonia Rally Team     | Peugeot 206 WRC                                  |
| 2002 | Bútor Róbert-Tóth Vilmos           | Citroen-Total Rally Team | Citroen Saxo kit-car                             |
| 2003 | Aschenbrenner György-Földesi Csaba | VMax-Asi Rally Club      | Mitsubishi Lancer EVO VI.                        |
| 2004 | Aschenbrenner György-Percze Nándor | V-Max Asi Rally Club     | Mitsubishi Lancer EVO VI.                        |
| 2005 | Botka Dávid-Gabura Krisztián       | Botka Sport Club         | Mitsubishi Lancer EVO VI.                        |
| 2006 | Bútor Róbert-Tóth Vilmos           | Bútor Rally Team         | Suzuki Ignis Super 1600, Suzuki Swift Super 1600 |

#### A/8
2001-ig a WRC-ket is ebbe a kategóriába számították, 2002 óta viszont nélkülük értékelik.
| Év   | Bajnok páros                          | Csapat               | Autó                      |
| ---- | ------------------------------------- | -------------------- | ------------------------- |
| 2000 | ifj. Tóth János-Tóth Imre             | Symphonia Rally Team | Peugeot 206 WRC           |
| 2001 | ifj. Tóth János-Tóth Imre             | Symphonia Rally Team | Peugeot 206 WRC           |
| 2002 | Borsi Gergely-Diebel András           | Szerpen Team AMSE    | Mitsubishi Lancer EVO VI. |
| 2003 | Aschenbrenner György-Földesi Csaba    | VMax-Asi Rally Club  | Mitsubishi Lancer EVO VI. |
| 2004 | Aschenbrenner György-Percze Nándor    | V-Max Asi Rally Club | Mitsubishi Lancer EVO VI. |
| 2005 | Botka Dávid-Gabura Krisztián          | Botka Sport Club     | Mitsubishi Lancer EVO VI. |
| 2006 | ifj. Angyalfi Károly-Nyírfás Júlianna | Pacotti Motorsport   | Mitsubishi Lancer EVO VI. |

#### A/7
| Év   | Bajnok páros                  | Csapat                      | Autó                  |
| ---- | ----------------------------- | --------------------------- | --------------------- |
| 1995 | Kiss Ferenc-Németh Péter      | Geotim Rallye Team          | Opel Kadett GSI       |
| 1996 | Turi Tamás-Tóth Imre          | KOKO Motorsport             | Nissa Sunny           |
| 1997 | Turi Tamás-Tóth Imre          | KOKO Motorsport             | Nissa Sanny GTI       |
| 1998 | Turi Tamás-Tóth Imre          | KOKO Motorsport             | Nissan Almera Kit-Car |
| 1999 | Bútor Róbert-Táborszki Attila | Totál Érdi Rallye Team      | Ford Escort RS 2000   |
| 2000 | Fülöp Rajmund-Ferencz Ramón   | HUNGAROWEISS-F-F Rally Team | Skoda Octavia Kit-Car |
| 2001 | Szabó Gergely-Takács Attila   | Budaörs Motorsport          | VW Golf Kit-Car       |
| 2002 | Ábrahám Zoltán-Tóth Gábor     | D-VID Motorsport            | Renault Megane Coupe  |
| 2003 | Tárnok Tamás-Herr Mátyás      | TT Racing                   | Renault Megane Maxi   |
| 2004 | Tárnok Tamás-Herr Mátyás      | TT Racing ASE               | Renault Megane Maxi   |
| 2005 | Tárnok Tamás-Herr Mátyás      | TT Racing ASE               | Renault Megane Maxi   |
| 2006 | Rádli József-Popovics László  | Servico Rali Team           | Peugeot 306 S16       |
| 2009 | Kőváry Barna-Tóth Zsolt       | Autó-Mata SE                | Renault Clio R3       |

#### A/5
Az A5 kategória Bajnoka 1999-ben Asi - Nándi páros
2002- ben Suba Ákos- Suba Egon páros

### N Csoport
| Év   | Bajnok páros                                        | Csapat                | Autó                      |
| ---- | --------------------------------------------------- | --------------------- | ------------------------- |
| 1988 | Oroszlán László-Oroszlán Tibor                      | Novotrade – Navigátor | Toyota Corolla            |
| 1989 | Érdi Tibor-Borbély                                  | Mikron SC             | Mazda                     |
| 1990 | Tóth Mihály-Házi József                             | Elastic SE            | Lancia                    |
| 1991 | Oroszlán László-Oroszlán Tibor                      | Rawex SC              | Mitsubishi Galant         |
| 1992 | Maksa Imre-Vass Norbert                             | Hód Rallye Team       | Toyota Celica             |
| 1993 | Oroszlán László-Oroszlán Tibor                      | Rawex SC              | Mitsubishi Galant         |
| 1994 | Gerencsér Tibor-Bathó Zoltán                        | Áfor SC               | Ford Escort CW            |
| 1995 | Érdi Tibor-Varga István                             | Érdi rally Team       | Mazda 323 GTR             |
| 1996 | Szeleczky Tamás-Penderik László                     | H&T Rally Sport Club  | Ford Escort RS CW         |
| 1997 | Vizin László-Gönczi László                          | Bajai Vizügy SC       | Ford Escort RS CW         |
| 1998 | Hideg Krisztián-Tajnafői Péter                      | For Art Motorsport    | Ford Escort CW            |
| 1999 | Elek István-Iványi Sándor                           | Rawex SC              | Mitsubishi Lancer         |
| 2000 | Tagai Tamás-Tagai Róbert                            | Intermédia Motorsport | Mitsubishi Lancer EVO V.  |
| 2001 | Aschenbrenner György-Koronczai Tibor                | Laky Club             | Mitsubishi Lancer EVO V.  |
| 2002 | Aschenbrenner György-Koronczai Tibor, Földesi Csaba | Vmax Laky Club        | Mitsubishi Lancer EVO V.  |
| 2003 | Spitzmüller Csaba-Harsányi Zsolt                    | Pacot Car Motorsport  | Mitsubishi Lancer EVO VI. |
| 2004 | Spitzmüller Csaba-Bahor Bea                         | Pacotti Motorsport    | Mitsubishi Lancer EVO VI. |
| 2005 | Szabó Gergely-Benics Kálmán                         | Budaörs ASC           | Mitsubishi Lancer EVO VI. |
| 2006 | Matics Mihály-Vinoczai Attila                       | Visual Racing Kft.    | Mitsubishi Lancer EVO VI. |

#### N/2
| Év   | Bajnok páros                  | Csapat                               | Autó                  |
| ---- | ----------------------------- | ------------------------------------ | --------------------- |
| 2007 | Gyarmati Ariel-Bakos Dávid    | Aquis Suzuki MSE                     | Suzuki Ignis Super N2 |
| 2008 | Hoffer Zsolt-Lendvai Zoltán   | Budapesti Rendészeti SE              | Suzuki Swift Sport    |
| 2009 | Magyar Miklós-Budai Annamária | Magyar Autó- és Motorsport Egyesület | Suzuki Swift Sport    |

Tavali Ferenc - Tavaliné T. Mónika                   Suzuki Swift GTI

#### N/1
| Év   | Bajnok páros                       | Csapat                  | Autó                 |
| ---- | ---------------------------------- | ----------------------- | -------------------- |
| 1991 | Szabó Csaba – Simon Tamás          | Flotta – Press ASC      | Trabant              |
| 1995 | Juhász Ferenc – Gubrán János       | Gubró ASE               | Suzuki Swift         |
| 1996 | Ollé Sándor – dr. Lukács Zsolt     | Ollé – Kiss Rallye Team | Suzuki Swift GTI     |
| 1997 | Bereczk Tamás-Traumi Zsolt         | Peugeot 205 Rallye      | Nissan Sunny GTI     |
| 1998 | Takács Gábor-Ács Csaba-Kem Raymund | Aquincum Racing Team    | Peugeot 205 Rallye   |
| 1999 | Borsi Gergely-Visi Attila          | El-Ton VGSE             | Suzuki Swift 1.3 GTi |

### H Csoport
| Év   | Bajnok páros                            | Csapat               | Autó            |
| ---- | --------------------------------------- | -------------------- | --------------- |
| 1998 | Koch Gábor-Ódor Szabolcs                | Ritmus ASE           | Opel Kadett GSI |
| 1999 | Koch Gábor-Ódor Szabolcs                | Ritmus ASE           | Opel Kadett GSI |
| 2000 | Koch Gábor-Ódor Szabolcs                | Ritmus ASE           | Opel Kadett GSI |
| 2001 | Koch Gábor-Ódor Szabolcs                | Ritmus ASE           | Opel Kadett GSI |
| 2002 | Osváth Péter-Nemes Csaba                | Dodo ASE             | Lada VFTS       |
| 2003 | Pethő István-Lovász Tibor               | Dynamic Rally Team   | Lada VFTS       |
| 2004 | Matics Mihály-Tóth Tibor                | Visual Technika Kft. | Lada VFTS       |
| 2005 | Osváth Péter-Árva Norbert-Kovács Attila | Visualtechnika Kft.  | Lada VFTS       |
| 2006 | Fenyvesi Gábor-Gyöngy Imre              | Visual Racing Kft.   | Lada VFTS       |

### Super 1600
| Év   | Bajnok páros                | Csapat                   | Autó                                           |
| ---- | --------------------------- | ------------------------ | ---------------------------------------------- |
| 2004 | Bútor Róbert-Tóth Vilmos    | Citroen-Total Rally Team | Citroen Saxo Super1600                         |
| 2005 | Keller Péter-Spitzer Gábor  | Suzuki Ász               | Suzuki Ignis Super1600                         |
| 2006 | Bútor Róbert-Tóth Vilmos    | Bútor Rally Team         | Suzuki Ignis Super1600, Suzuki Swift Super1600 |
| 2007 | Bútor Róbert-Tóth Vilmos    |                          | Suzuki Swift Super1600                         |
| 2008 | Kakuszi Zsolt-Kakuszi Csaba | Maxx Rally Team          | Renault Clio Super1600                         |
| 2009 | Ollé Sándor-Czakó Janek     | Aquis Suzuki Treff MSE   | Suzuki Swift S1600                             |

## Magyar ralibajnokok listája (II. Osztály)

### Abszolút
| Év   | Bajnok páros                           | Csapat                               | Autó                    |
| ---- | -------------------------------------- | ------------------------------------ | ----------------------- |
| 1994 | Bútor Róbert - Gerőfi Gábor            | Autó Ágó Rallye SE                   | Suzuki Swift            |
| 1995 | Wiest János - Kovács István            | Radó Rally Team                      | Lada 2105               |
| 1996 | Fülöp Rajmund - Iványi Sándor          | Szerpen Team SE                      | Skoda Favorit           |
| 1997 | Faltusz Péter - Békefy Zoltán          | Faltusz Team SE                      | Lada 2105/Skoda Favorit |
| 1998 | Radóné Sisák Mária - Monostori Péter   | CASTROL - Radó Rallye Team           | Honda Civic VTI         |
| 1999 | Vincze Márton - Szigeti Zoltán         | Honda Maruzs Racing Team             | Honda Civic VTI         |
| 2000 | Tobak Zoltán - Vinoczai Attila         | Cigi Racing Team                     | Skoda Favorit           |
| 2001 | Pálinkás Zsolt - Kakuszi Zsolt         | Radó Rallye Team                     | Honda Civic VTI         |
| 2002 | Sarlós Norbert - Szekeres Péter        | Rich Rally Team                      | Honda Civic             |
| 2003 | Zsolt Dániel - Patkó Gergely           | Stille ASE                           | Peugeot 106 S16         |
| 2004 | Nagy Krisztián - Veres Gábor           | Citroen Nagy Rallye Team             | Citroen Saxo            |
| 2005 | Szommer István - Hosszú Zoltán         | OZS Racing                           | Honda Civic             |
| 2006 | Szommer István - Hosszú Zoltán         | Ország Zsolt ASE                     | Honda Civic             |
| 2007 | Puskádi János - Takács András          | Eurosol Racing Team                  | Honda Civic Type-R      |
| 2008 | Hevesi István - Bauer Attila           | Apu Racing Team MSE                  | Honda Civic VTI         |
| 2009 | Kondor Lajos - Dara Róbert             | Rally 2008 Racing Kft.               | Peugeot 106             |
| 2010 | Bereczki Norbert - Kozma László        | Juhász Racing Kft.                   | Honda Civic VTI         |
| 2011 | Órai Balázs - Jancza Tamás             | I.S.A. MAFC AMS szakosztály          | Honda Civic Type-R      |
| 2012 | Kuncz Dezső - Szemmelroth Anetta       | Team Rally Kft.                      | Honda Civic Type-R      |
| 2013 | Berényi László - Pap Tamás             | Team Rally Kft.                      | Honda Civic Type-R      |
| 2014 | Berényi László - Pap Tamás             | Sztárt Alkot Kft.                    | Honda Civic Type-R      |
| 2015 | Berényi László - Pap Tamás             | Sztárt Alkot Kft.                    | Honda Civic Type-R      |
| 2016 | Vizelli Károly - Vizelliné Jobbágy Éva | North Racing Kft.                    | Lada VFTS               |
| 2017 | Csomós Miklós - Nagy Attila            | LP Winner Motortsport Kft.           | Citroen C2R2            |
| 2018 | Krehlik Nándor - Madarász Szabolcs     | East Motorsport Kft.                 | Lada VFTS               |
| 2019 | Trencsényi Vince - Pannuska Dávid      | Extrem Sport Team Kft.               | Ford Fiesta R2T         |
| 2020 | Foczkó Ákos - Madarász Szabolcs        | East Motorsport Kft.                 | Lada VFTS               |
| 2021 | Ifj. Fogarasi Attila - Toloczkó Péter  | Speedy Motorsport                    | Honda Civic Type-R      |
| 2022 | Kocsis Imre - Henszelmann Zsolt        | Bakony Rali Szabadidősport Egyesület | Citroen C2R2            |
| 2023 | Czékmány Norbert - Takács Gábor        | Borsod Race Media Kft.               | Peugeot 208 R2          |

## Lásd még
- Ralivilágbajnok versenyzők listája

## Külső hivatkozások
- Magyar Nemzeti Autósport Szövetség honlapja